# Neuropsychologie
Die Neuropsychologie ist ein interdisziplinäres Teilgebiet der (Klinischen) Psychologie und der Neurowissenschaften. Im engeren Sinne ist die Neuropsychologie ein Teil der biologischen Psychologie, die sich mit der Variation physiologischer Prozesse (vor allem) im zentralen Nervensystem und deren Auswirkungen auf psychische Prozesse beschäftigt.
Die Neuropsychologie ist eine relativ junge Disziplin, wie die wissenschaftliche Psychologie insgesamt. In der Praxis widmet sie sich unter anderem den Folgen von Schädel-Hirn-Traumata oder in Tierversuchen gewonnenen Erkenntnissen. Zu den Subdisziplinen gehören beispielsweise die Pharmakopsychologie, die klinische Neuropsychologie, die Neuropsychoanalyse und die Neurochemopsychologie.

## Methoden
Aus klassischer experimentalpsychologischer Sicht werden physiologische Eingriffe als unabhängige Variablen betrachtet. Die sich daraus ergebenden psychischen Veränderungen sind die abhängigen Variablen.
Ziel der Neuropsychologie ist es, Verhalten und Erleben aufgrund physiologischer Prozesse zu beschreiben (deskriptiv) und zu erklären (postdiktiv). Diese Vorgehensweise beruht auf den Variationen des Nervensystems sowie deren Darstellung. Durch TMS (Transkranielle Magnetstimulation) oder pharmakologische Substanzen können die Auswirkungen temporaler Stimulationen oder Hemmungen bestimmter neuronaler Bereiche studiert werden. TMS hat im Vergleich zu Läsionen den Vorteil, dass die gleichen Effekte wie bei Läsionen simuliert werden können, ohne das Nervensystem dauerhaft zu schädigen. Arzneistoffe können ebenfalls temporäre Veränderungen in den Funktionen neuronaler Systeme hervorrufen, werden aber mehr im Bereich der Neurotransmitter-Forschung eingesetzt.
Darstellungstechnisch wird zwischen zwei Methoden unterschieden. Die Darstellung auf struktureller Ebene erfolgt mittels bildgebender Verfahren wie zum Beispiel der CT (Computertomographie), MRT (Magnetresonanztomographie), fMRT (Funktionelle Magnetresonanztomographie), SPECT (Single-Photon-Emissionscomputertomographie), PET (Positronen-Emissions-Tomographie). Das Erfassen der elektromagnetischen Aktivität wird mittels EEG (Elektroenzephalografie), NIRS oder NIR (Nahinfrarotspektroskopie), EDA (Elektrodermale Aktivität), MEG (Magnetoenzephalographie) erforscht.

## Bekannte Neuropsychologen (Auswahl)
- Paul Broca
- António Damásio
- Stanislas Dehaene
- Jean-Pierre Changeux
- Kurt Goldstein
- Lutz Jäncke
- Alexander Romanowitsch Lurija
- Carl Wernicke

## Geschichte
Die Ursprünge der Neuropsychologie liegen in der 2. Hälfte des 19. Jahrhunderts: Einerseits in der sich entwickelnden anatomischen, physiologischen und neurologischen Gehirnforschung und andererseits in der Entwicklung der experimentellen Psychologie. Die Psychophysik und physiologische Psychologie, vor allem Hermann von Helmholtz, Gustav Fechner und Wilhelm Wundt sind die Vorläufer moderner Neuropsychologie. Die Bezeichnung wurde erstmals 1913 von dem kanadischen Physiologen, Internisten und Pathologen Sir William Osler anlässlich eines Vortrags bei der Eröffnung des Johns-Hopkins-Hospitals in Baltimore, Maryland, USA, geprägt.
Zu einer ersten interdisziplinären Zusammenarbeit von Medizinern, Pädagogen und Psychologen kam es im Ersten Weltkrieg, als viele junge Männer mit Gehirnverletzungen mit Hilfe der damaligen Psychotechniken rehabilitiert werden sollten. Die während des Krieges gegründeten Hirnverletztenlazarette wurden nach 1918 ohne weitere Beteiligung von Pädagogen und Psychologen weitergeführt. Danach gab es in Deutschland praktisch keine Zusammenarbeit zwischen Neurowissenschaft und Psychologie bis in die 1980er Jahre. Mit der Vertreibung jüdischer Wissenschaftler im Nationalsozialismus waren mit dem Verlust weiter Bereiche der experimentellen Psychologie auch die Chancen für eine Wiederbelebung der Neuropsychologie verloren gegangen.
Die Entwicklung der klinischen Neuropsychologie wurde nach dem Zweiten Weltkrieg vor allem in England und in den USA in Einrichtungen und Forschungsprogrammen für Kriegsveteranen gefördert. Seit 1950 suchten vor allem kontinentaleuropäische Neurologen und Psychiater, die Hirnverletzte betreuten, Kontakte mit Neuropsychologen aus den angelsächsischen Ländern. Nach 1966 wurden auch die Forschungen des sowjetischen Neurowissenschaftlers Alexander Luria in Deutschland bekannt. Mit der Gründung der „Gesellschaft für Neuropsychologie (GNP)“ im Jahre 1986 etablierte sich die Neuropsychologie in Deutschland als eigenständige Disziplin.

### Lehrbücher
- S. Gauggel, M. Herrmann: Handbuch der Neuro- und Biopsychologie. Hogrefe Verlag, Göttingen 2008, ISBN 3-8017-1910-3.
- Georg Goldenberg/Jennifer Randerath: Neuropsychologie. Grundlagen, Klinik, Rehabilitation. 6. Aufl. Elsevier, München 2024, ISBN 978-3-437-21185-0.
- Wolfgang Hartje, Klaus Poeck (Hrsg.): Klinische Neuropsychologie. Begründet von Klaus Poeck. Thieme, Stuttgart 2000, ISBN 3-13-624506-7.
- Hans-Otto Karnath, Peter Thier (Hrsg.): Neuropsychologie. Springer, Heidelberg 2006, ISBN 978-3-540-28448-2.
- Bryan Kolb, Ian Whishaw: Neuropsychologie. Spektrum Akademischer Verlag, Heidelberg 1996, ISBN 3-8274-0052-X.
- Johann Lehrner u. a. (Hrsg.): Klinische Neuropsychologie. Grundlagen, Diagnostik und Rehabilitation. Springer, Wien 2006, ISBN 3-211-21336-8.
- Bruno Preilowski: Neuropsychologie: Ursprung und Ziele. In: S. Gauggel; Manfred Herrmann (Hrsg.): Handbuch der Neuro- und Biopsychologie. Hogrefe Verlag, Göttingen 2008, ISBN 3-8017-1910-3.
- Walter Sturm, Manfred Herrmann, Thomas F. Münte: Lehrbuch der Klinischen Neuropsychologie – Grundlagen, Methoden, Diagnostik, Therapie. 2., überarbeitete Auflage. Spektrum-Verlag, Heidelberg 2009, ISBN 978-3-8274-1612-4.
- Lutz Jäncke: Einführung in die Kognitiven Neurowissenschaften. 2. Auflage. Huber-Hogrefe-Verlag, Bern 2017, ISBN 978-3-456-85004-7.

### Fachzeitschriften
- Zeitschrift für Neuropsychologie, Hans-Huber-Verlag. (1. Jg 1989)